# Phoenicolacerta cyanisparsa
Phoenicolacerta cyanisparsa — вид ящірок родини ящіркових (Lacertidae). Мешкає в Туреччині і Сирії.

## Поширення і екологія
Phoenicolacerta cyanisparsa мешкають на північному заході Сирії та в сусідніх районах Туреччини. Вони живуть серед скель, порослих середземноморськими чагарниковими заростями, трапляються на луках і полях. Зустрічаються на висоті від 800 до 1050 м над рівнем моря. Відкладають яйця.